# 西涼

西涼
涼

西涼の領域（403年ごろ）。

西涼（せいりょう、400年11月 - 421年3月）は、五胡十六国時代に漢族の李暠によって建てられた王朝。首都は敦煌（405年から420年は酒泉）。

## 歴史

### 建国期
後涼末期の397年5月、後涼の建康郡太守段業を擁立した沮渠蒙遜が後涼から自立して北涼を建国した。398年4月、段業が敦煌を支配すると、後涼の敦煌郡太守孟敏を沙州刺史に任命してそのまま敦煌に鎮させ、同時に漢人豪族の支持の厚い李暠をその配下の效穀県令に任じた。間もなく孟敏は病死したため、漢人豪族らの推挙を受けて李暠が敦煌郡太守となり、段業も承認した。
400年11月、北涼の晋昌郡太守唐瑶が段業から離反し、李暠を冠軍大将軍・沙州刺史・涼公に推戴し、庚子と建元して西涼が建国された。

### 勢力拡大
李暠はかつての前涼のように涼州全域と秦州支配を目指して敦煌やその東方の漢族に帰属を呼びかけ、401年9月には北涼領の酒泉郡や涼寧郡（現在の甘粛省玉門市）が西涼に帰属して、酒泉郡より西を支配する事になった。
405年には大将軍・大都督・秦涼二州牧を自称する。また東方への勢力拡大を目指す李暠は西方の脅威が少ない事もあり、同年9月に酒泉に遷都し、406年9月には南涼と連携して北涼と対立した。また李暠は農耕・養蚕や西域との貿易を奨励して安定した国家を築いた。また漢族社会の伝統に忠実に、学校を作って儒教を振興し、常に漢族文化の保持に努めた。

### 衰退・滅亡期
412年、北涼が南涼から奪った姑臧に遷都し、さらに南涼が衰退すると西涼は北涼からの圧力をもろに受け始め、さらに柔然や吐谷渾からも攻撃されて西涼の衰退が始まった。417年2月に李暠が死去すると、次男で世子の後主李歆が跡を継ぎ、東晋から418年10月に都督七郡諸軍事・鎮西大将軍・酒泉公の位を受けた。だが彼は父と違って無能な上、いたずらに刑を重くするなど家臣に対して冷酷な仕打ちが多かったことから人望が無く、さらに李暠の死を見た北涼からは417年4月より攻撃され始めた。一時期は西涼も張掖まで迫るなどしたが、420年に北涼の太祖武宣王（沮渠蒙遜）の策略で軍を西秦との国境付近に集結しているのに引っ掛かって家臣の諫言を無視し、7月には北涼に遠征して逆に大敗して捕えられ処刑され、酒泉も陥落した。
このため、後主の弟（李暠の五男）である冠軍侯李恂が跡を継いで敦煌に逃れて冠軍将軍・涼州刺史を名乗って抗戦するも、彼も421年3月に北涼の太祖武宣王（沮渠蒙遜）の攻撃を受けて敦煌が陥落して自殺し、西涼は完全に滅亡した。

### 西涼李氏のその後
なお唐王朝の皇室李氏は彼の子孫を称していたため、唐朝で成立した『晋書』では諱を避けて“李玄盛”と記される。ある説では、李暠の子孫が北魏に滅ぼされると、特別な計らいで西涼李氏は北魏の庇護を受けて、以降も続いたという。『新唐書』によると後世の唐の著名な詩人の李白は李暠の9代目の直系といわれる。
西涼李氏は国が滅ぶと江南の南朝宋に亡命したが、そのうちの李重耳は後に北魏に帰順した。また後主の甥の李宝（李翻の子）は北涼の捕虜として姑臧に置かれたが、1年後に伊吾に逃れて柔然に服属し、444年に北魏に帰順するが、この李宝の子の李沖が北魏の重臣として律令制定や礼制の完成に大きな役割を果たしている。

## 国家体制

### 李氏に関して
李暠は前漢の武帝時代に匈奴遠征で名を馳せた李広の16世孫と称したが、この信憑性には疑問も多い。ただし高祖父の李雍や曾祖父の李柔は西晋の郡太守を務め、祖父の李弇は前涼の武衛将軍・天水郡太守を務めた名門であり、李氏は河西の漢人豪族社会の中心にあり、李暠は河西の漢人の期待を担っていた。そのため西涼の権力基盤には涼州西部の漢人が多く起用され、漢人国家だった前涼の復興を目標としたのである。

### 外交
西涼は前涼同様に漢人豪族に支えられていたため、江南の東晋に称藩する態度をとり、405年と407年には使者を派遣している。しかし両国の間には多くの国が介在していたため、称藩が実現するのは劉裕による北伐が実現して華北に勢力を伸ばした西涼の末年である。また北涼と対抗するために後秦に服属していた南涼と連携している。

### 政治
西涼は北涼や南涼と比較すると人口が少なく、軍事力も経済力も劣る小国であったが、李暠による大規模な屯田や開墾、水利の整備、養蚕業の奨励、西域諸国との交流や交易に尽力して西涼に経済的にもある程度安定した社会を築いた。また李暠は儒学を奨励して学校を興し、儒学の素養を持つ人材を積極的に登用した。西涼は官吏を登用するために漢代に行なわれた選挙制度を実施し、涼州において中原の漢族文化に基づいた社会の保持に努めた。

## 西涼の歴代涼公
1. 太祖武昭王（李暠、在位400年 - 417年）
2. 後主（李歆、在位417年 - 420年）
3. 冠軍侯（李恂、在位420年 - 421年）

- 歴代君主は全て涼公を称した。